# Bogoslovni vestnik
Bogoslovni vestnik (lat. Ephemerides theologicae, angl. Theological Quarterly) je teološka znanstvena revija, ki jo izdaja Teološka fakulteta v Ljubljani. Revija izhaja od leta 1921 (s prekinitvijo od 1945 do 1964), in sicer štirikrat letno. Z zamikom enega leta so članki dostopni na spletu v elektronski verziji. Članki so v slovenskem, angleškem, italijanskem, nemškem, francoskem in latinskem jeziku. Njen sedanji urednik je Robert Petkovšek CM.